# شرکت تولیدی دانلوپ
شرکت تولیدی دانلوپ که به نام جیمی دانلوپ هم شهرت دارد، شرکتی است در ایالت کالیفرنیا آمریکا که به تولید ابزار آلات موسیقی می‌پردازد.
این شرکت در سال ۱۹۶۵ توسط جیمی دانلوپ تأسیس شد. به مرور زمان این شرکت از کار در یک خانه کوچک تبدیل به کارخانه‌ای بزرگ شد.

## محصولات
این شرکت تولید کننده گیتار الکتریک و کلیه تجهیزات جانبی آن مانند: پیک گیتار، بند گیتار، افکت گیتار، اسلایدر و ... است. همچنین دانلوپ محصولات ویژه ای را برای مشتریان خاصی چون پائول گیلبرت، اریک جانسن، زک وایدل، دایمبگ دارل، کری کینگ و جو پری تولید می‌کند.